# کیلگتی
کیلگتی (به انگلیسی: Kilgetty) یک روستا در بریتانیا است که در پمبروکشر واقع شده‌است. کیلگتی ۲٬۲۶۲ نفر جمعیت دارد.